# Setoppia strinovichi
Setoppia strinovichi är en kvalsterart som först beskrevs av Balogh 1972.  Setoppia strinovichi ingår i släktet Setoppia och familjen Oppiidae. Inga underarter finns listade i Catalogue of Life.